# Teoria wpływu społecznego
Teoria wpływu społecznego - bada, w jaki sposób jednostki lub grupy mogą wywierać wpływ na postawy, przekonania, zachowania i decyzje innych osób. Wpływ społeczny to element interakcji z innymi i przyjmuje różne formy np. konformizm, posłuszeństwo i perswazję. Proces ten zachodzi zarówno świadomie jak i nieświadomie. Teoria wpływu społecznego jest stosowana w wielu dziedzinach takich jak: edukacja, polityka, psychologia, marketing czy zarządzanie.  
Autorem teorii wpływu społecznego jest Bibb Latané. Składa się ona z dwóch stwierdzeń:
''Kiedy na jednostkę wywierany jest nacisk przez innych, to siła tego nacisku (i uleganie mu) rośnie jako iloczyn trzech czynników: a) siły osób wywierających nacisk; b) ich bliskości oraz c) liczby osób wywierających nacisk.''
''Kiedy jednostka jest członkiem grupy, na którą wywierany jest nacisk, to siła nacisku przypadającego na jednostkę (a więc i ulegania przez przeciętnego członka grupy) rozprasza się, czyli spada wraz ze wzrostem: a) siły innych członków grupy; b) ich bliskości oraz c) liczby innych członków grupy.'' 
Siła osoby - czynnik, który decyduje o stopniu w jakim dana jednostka jest w stanie wywierać wpływ na inne osoby.
Liczba osób - czynnik, który określa siłę nacisku na jednostkę w wyniku presji społecznej.Teoria Latané'a ma charakter ogólny i znajduje zastosowanie w różnych zjawiskach, takich jak próżniactwo społeczne, które ulegają perswazji lub konformizmowi. Jej część dotycząca jednorazowych i jednokierunkowych skutków społecznych jest statyczna.
W ramach tej teorii wyróżniono różne mechanizmy:  konformizm, posłuszeństwo i naśladownictwo które są fundamentem procesu zmiany zachowania i postawy.   

## Konformizm
Konformizm - proces zmiany zachowań lub opinii jednostki pod wpływem rzeczywistej lub wyobrażonej presji ze strony innych osób lub grup. Zjawisko to jest uwarunkowane neurologicznie i według teorii ewolucji, pojawia się już w dzieciństwie.
Poziomy konformizmu:
-uleganie jest wynikiem potrzeby akceptacji społecznej lub obawy przed odrzuceniem, a niekoniecznie zmianą wewnętrznego przekonania. Uznawane jest za mniej trwałą formę wpływu społecznego wywiera najsłabszy wpływ na jednostkę, ponieważ zmiany w jej zachowaniu są uzależnione od zmiany kar i nagród.
-identyfikacja odnosi się do sytuacji, w której jednostka zmienia swoje zachowanie lub postawy, aby dopasować się do grupy lub osoby, z którą pragnie się identyfikować. W tym przypadku zmiana jest wynikiem pragnienia przynależności i akceptacji, a nie tylko chęci unikania negatywnych konsekwencji, jak ma to miejsce w przypadku ulegania. W przypadku identyfikacji kara i nagroda nie są konieczne. Identyfikacja od ulegania rożni się tym, że zaczynamy wierzyć w przejmowane opinie lub wartości ale nie w dużym stopniu.
-internalizacja to proces, w którym jednostka przyjmuje wartości, normy lub przekonania grupy jako swoje własne. Jest najtrwalszym poziomem konformizmu i nie zależy od zewnętrznych nagród czy kar, lecz od głębokiego przekonania jednostki o słuszności przyjętych postaw. 

## Posłuszeństwo
Posłuszeństwo- zjawisko, w którym jednostka wykonuje polecenia wydane przez osobę lub autorytet, szczególnie w sytuacjach, gdy te polecenia mogą być wbrew jej osobistym przekonaniom czy wartościom. Jest to proces, w którym jednostka podporządkowuje się woli kogoś innego, zwykle z powodu poczucia, że osoba wydająca polecenia ma prawo do wydawania takich instrukcji lub posiada większą władzę.

## Naśladownictwo
Naśladownictwo- polega na kopiowaniu mówienia, zachowań, gestów czy postaw innych ludzi, co może prowadzić do konformizmu, szczególnie w kontekście grupy. Proces może zachodzić zarówno podświadomie jak i nieświadomie.

## Perswazja
Perswazja- proces, w którym jedna osoba stara się wpłynąć na postawy, przekonania lub zachowanie innych. Perswazja odbywa się głównie przez komunikację, która może oddziaływać zarówno na poziomie racjonalnym  jak i emocjonalnym.

## Dynamiczny charakter teorii wpływu społecznego
Bibb Latané wraz z Andrzejem Nowakiem i Jackiem Szamrejem nadali teorii wpływu społecznego charakter dynamiczny. Mówi ona o tym, że zarówno większość oddziałuje na mniejszość jak mniejszość na większość. Sformułowano kolejne podparte symulacją komputerową stwierdzenie teorii:  
''Jeżeli większość i mniejszość wzajemnie na siebie wpływają, a wpływy te mają charakter powtarzalny, to pojawiają się dwa różne rodzaje efektów: a) polaryzacja, czyli wzrost różnicy między liczebnością mniejszości ( która spada wskutek „wypłukiwania” słabszych lub niekorzystnie położonych członków) a liczebnością większości, która rośnie; b) grupowanie przestrzenne elementów mniejszościowych, które skupiają się w grona.''
Wraz ze współpracownikami Andrzej Nowak dzięki symulacji komputerowej stworzyli gronowy model zmian społecznych. Pokazuje w jaki sposób mniejszość może przezwyciężyć większość.